# KH-7 17
KH-7 17 – amerykański satelita rozpoznawczy; siedemnasty statek serii KeyHole-7 GAMBIT programu CORONA. Jego zadaniem było wykonywanie wywiadowczych zdjęć Ziemi, o rozdzielczości przy gruncie około 46 cm. Kapsuła powrotna z negatywami wróciła na Ziemię pięć dni po starcie. Rezultaty misji nie są znane. Wyniesiony wraz z satelitą EHH B1.

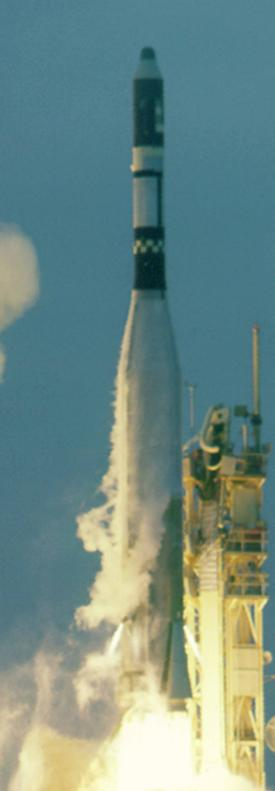
Start Atlasa Ageny D z satelitą KH-7 16